# Plakboek

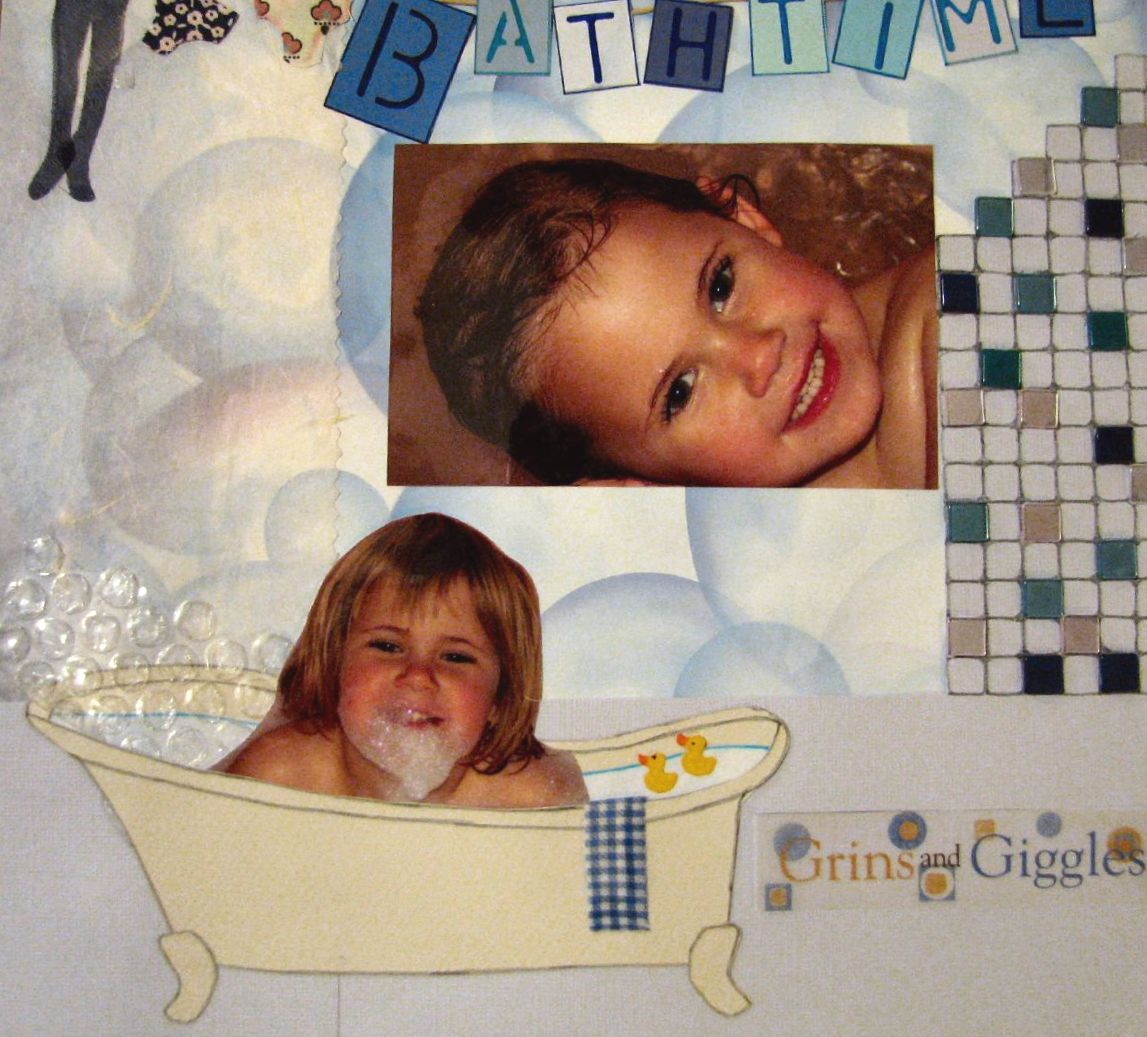
Voorbeeld van een scrapbook-lay-out

Het maken van een plakboek, ook wel aangeduid met de Engelse term scrapbooking is een creatieve hobby, waarbij afbeeldingen en andere decoraties op een fantasievolle manier worden ingeplakt in een album. 

## Historie
Het maken van plakboeken is ontstaan in Amerika in de staat Utah en bestaat al sinds 1826. Het begon allemaal met het boek "Manuscript Gleanings and Literary Scrapbook" geschreven door John Poole. Het boek was een collectie van gedichten en graveerwerk. John Poole gaf ook advies over hoe je "scraps" kunt verzamelen en ordenen. 
Scraps waren geprinte stukjes papier, vaak met gedecoreerd design. Het eerste scrapbook dat gepresenteerd werd was met souvenirs van gedroogde bloemen, gesneden papier, schaduwen, munten, puzzels, gedichten, etc.
Het verzamelen van dergelijk "waardeloos" materiaal werd voornamelijk gedaan door de middenklasse van de 19e eeuw. Vanuit deze albums zijn later de plakboeken ontstaan.
Uitgevers van "scraps" en scrapalbums produceerden snel diverse producten die gebruikt konden worden in albums. Aangezien het van oorsprong uit Amerika komt, zijn heel veel termen in het Engels. 
In eerste instantie begon het in Amerika op A4-formaat (8,5 x 11 inch), maar dit is later overgegaan in 12 inch (30,5 x 30,5 cm) De laatste jaren wordt er ook steeds meer op andere maten en materialen gewerkt, er verschijnen allerlei mini-albums, scrappen op canvas of in lijsten, op blik, enz.

## Gebruik van materialen
Er kan gebruik worden gemaakt van allerlei materialen zoals verschillende kleuren papier, met of zonder design. Ter versiering worden vaak embellishments, bloemen, chipboardfiguren, stickers, rub-ons etc. gebruikt. Ook diverse pennen, soms in combinatie met mallen, stempels en verschillende stempelinkten en -technieken worden veel gebruikt in het scrapbook. Veel technieken uit andere (papier)hobby's kunnen worden toegepast in het plakboek of scrapalbum.
Het standaard formaat is 12" x 12"= 30,5 x 30,5 cm. Het is ook de standaard maat van de vellen papier, die zowel los, als in blokken en pakketten verkrijgbaar zijn. Daarvan afgeleid zijn de kleine albums en blokjes papier met het formaat 6" (15 x 15 cm) en 8" (20 x 20 cm).
Ook het zelf maken van kleine albums in de meest aparte vormen en met de meest vernuftige (boekbind)techniekjes behoren tot de hobby. Net als het maken van scrap-cards: wenskaarten gemaakt met plakboekmaterialen.

## Technieken

### Distressen
Bij distressen laat je dingen ouder lijken dan ze daadwerkelijk zijn, door foto's, papier en embellishments te schuren met schuurpapier of nagelvijl en te bewerken met verschillende inkten (bijvoorbeeld walnootinkt of distressinkt), scheuren, kreuken of bewerken met gesso.

### Doodlen
Het zelf maken van allerlei tekeningetjes op de plakboekpagina die eruitzien alsof ze uit de losse pols zijn getekend. Men werkt hierbij met fineliners en gelpennen. Afgeleide hiervan is embroodling: de doodles worden hierbij geborduurd.

### Stempelen
Met de huidige inkten is het mogelijk om op bijna alle ondergronden te stempelen, zoals hout, papier maché, plastiek, metaalfolie, metaal en glas. Een aantal soorten stempels zijn houten stempels, foam-stempelsets en clear stamps.

## Tijdschriften
Op de Nederlandse markt zijn of waren er diverse tijdschriften verkrijgbaar: Scrap! Magazine (wordt niet meer uitgegeven), Scrapbookmagazine en Creatief met Foto's zijn de bekendste. Sinds augustus 2014 is het nieuwe tijdschrift Paper Memories verkrijgbaar. Bekende buitenlandse bladen zijn Creating Keepsakes en Simple Scrapbooks.